# Popelná

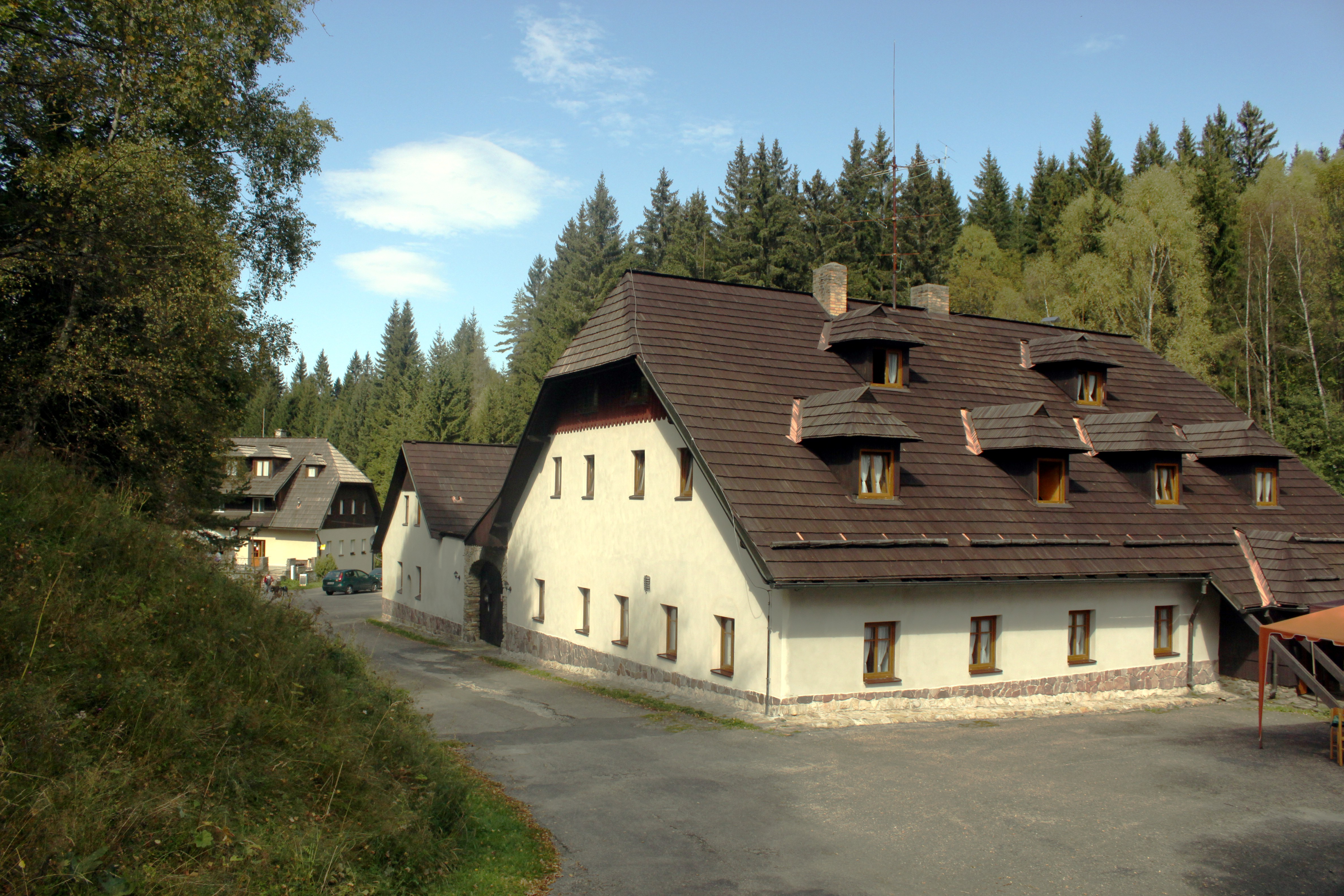
Ortsansicht

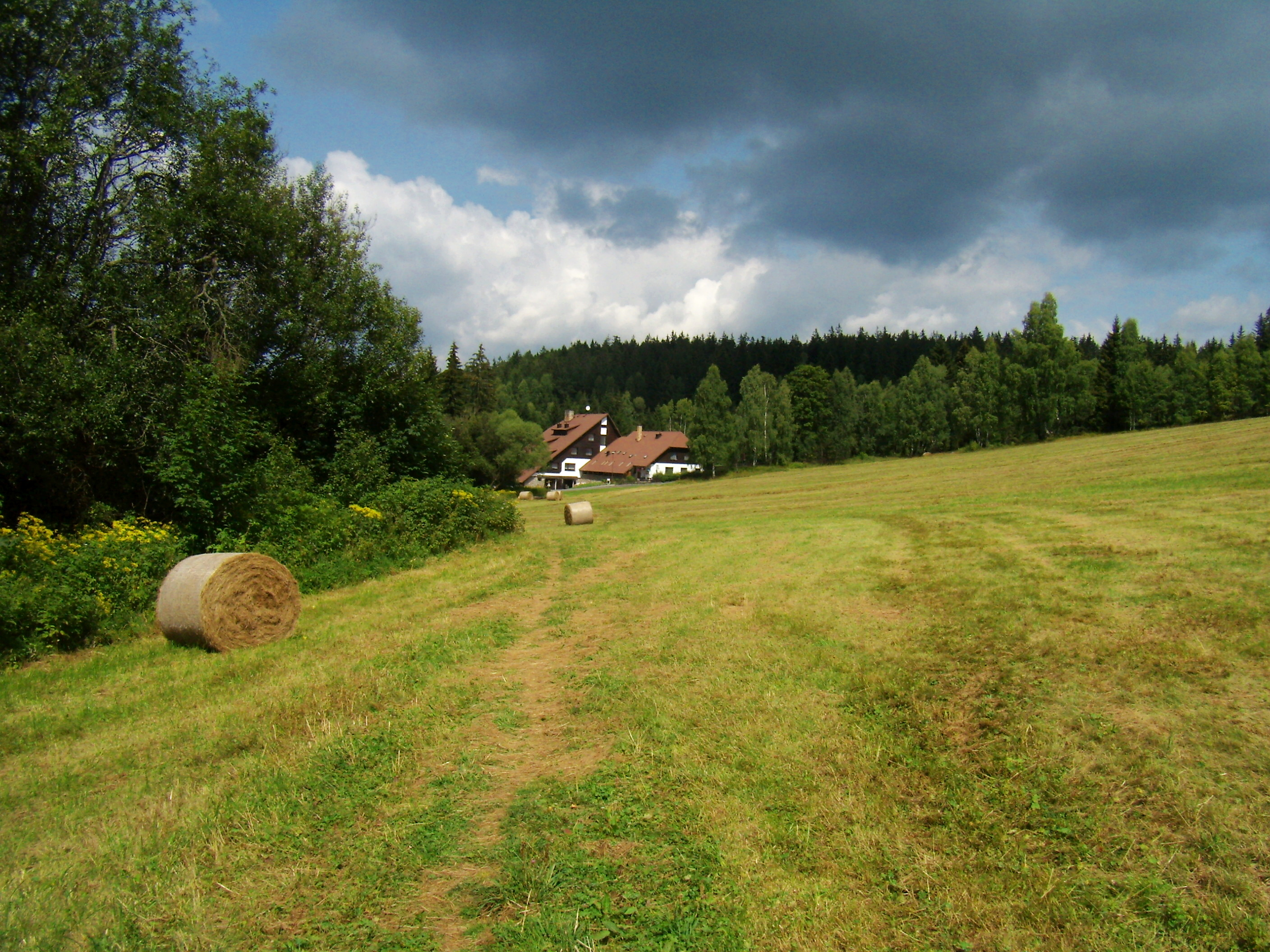
Chata „Na Losenici“

Popelná, bis 1951 Reckerberg, ist ein Ortsteil der Gemeinde Nicov in der tschechischen Region Südböhmen. Ein Teil des Dorfes gehört zur Gemeinde Stachy.

## Geographie
Popelná liegt im Tal der Losenice, am Nordostfuß des Berges Valy. Im Osten erhebt sich die 1075 m hohe Popelná hora (deutsch Ascheberg), im Nordosten liegt Nicov mit dem Ortsteil Studenec. Von Süden her fließt die Losenice durch den Ort, um nach Popelná nach Nordwesten abzubiegen.
Die nächstgelegene Stadt ist Kašperské Hory. Popelná liegt an der Grenze von Nationalpark und Landschaftsschutzgebiet Šumava.

## Geschichte
Der Ort wurde erstmals 1734 schriftlich erwähnt und auch als Reckeberg bzw. Reckenberg bezeichnet.
Im Jahre 1838 bestand die auf einer Waldlichtung gelegene Streusiedlung Reckerberg aus 14 Häusern mit 118 Einwohnern. An der Loßenitz wurden eine Mühle und eine Brettsäge betrieben. Eine weitere Mühle, die Untermühle, gehörte zum Stachauer Gericht der künischen Waldhwozd. Abseits lagen die aus sieben Häusern bestehende Glasmachersiedlung Goldbrunn und die emphyteutische Chaluppe Ranklau (Ranklov). Pfarrort war Nitzau. Bis zur Mitte des 19. Jahrhunderts blieb Reckerberg zum Dominium Bergreichenstein untertänig.
Nach der Aufhebung der Patrimonialherrschaften gehörte Reckerberg ab 1850 anteilig als Ortsteil zur Gemeinde Nitzau im Gerichtsbezirk Bergreichenstein und zur Gemeinde Stachau im Gerichtsbezirk Schüttenhofen, wobei der Nitzauer Anteil auch als Reckermühle bzw. Reckerberger Mühle und der Stachauer Anteil als Reckerberger Häuser bezeichnet wurde. Ab 1868 gehörten beide Anteile von Reckerberg zum Bezirk Schüttenhofen. Bei der Volkszählung von 1910 hatte Reckerberg 52 Einwohner, von denen lediglich einer tschechisch sprach. Bedeutung hatte in Reckerberg vor allem die Holzwirtschaft sowie die Wasserkraft der Losenice. 1930 existierten zwei Mühlen in Reckerberg, davon eine mit Sägewerk.
In Folge des Münchner Abkommens wurde ganz Reckerberg 1938 dem Deutschen Reich zugeschlagen; der Stachauer Anteil wurde von der Gemeinde Stachy, die bei der „Resttschechei“ verblieb abgetrennt. Bis 1945 gehörte Reckerberg als Ortsteil von Nitzau zum Landkreis Bergreichenstein. Nach dem Zweiten Weltkrieg kam Reckerberg zur Tschechoslowakei zurück und die Teilung des Dorfes wurde wiederhergestellt. Die mehrheitlich deutschsprachigen Einwohner wurden vertrieben. Ein Großteil der Häuser blieb leerstehend und verfiel. 1949 wurden beide Teile von Reckerberg dem neugebildeten Okres Vimperk zugeordnet. 1950 hatte der Ort 22 Einwohner. Im Jahre 1951 wurden beide Anteile in Popelná umbenannt. Der zu Stachy gehörende Anteil wurde in den 1950er Jahren gänzlich entsiedelt und erlosch. Im Nicover Anteil war zum Ende der 1950er Jahre nur noch die Mühle bewohnt. Im Zuge der Gebietsreform von 1960 kam Popelná zum Okres Prachatice und wurde zusammen mit Nicov nach Stachy eingemeindet. Nach dem Niedergang der Forstwirtschaft wurden die Sägemühle aufgegeben und in ein Hotel umgewandelt. Gleichzeitig wurden an den umliegenden Bergen Skilifte errichtet. 1991 hatte der Ort sechs Einwohner. Seit dem 1. Januar 1993 gehört Popelná wieder zur Gemeinde Nicov. Im Jahre 2001 bestand das Dorf aus sechs Wohnhäusern, in denen eine Person lebte. Heute profitiert Popelná vor allem vom Tourismus in Verbindung mit dem 1991 geschaffenen Nationalpark Šumava.

## Ortsgliederung
Der Ortsteil Popelná ist Teil des Katastralbezirks Studenec u Stach. Zu Popelná gehört die Einschicht Frejd (Freid).

## Sehenswürdigkeiten
Aus vorchristlicher Zeit existiert eine keltische Burgstätte, Obří hrad, die 1926 auf dem Valy entdeckt wurde und um die sich zahlreiche Sagen ranken.
- ehemaliges Hegerhaus Freid mit Sonnenuhr